# Linje sex
Linje sex är en svensk film från 1958 i regi av Bengt Blomgren.

## Handling
Louise blir vittne till ett överfall, en av gärningsmännen är hennes egen syster. Hon blir ombedd att hålla tyst.

## Om filmen
Filmen är inspelad i Metronome Studios AB, Stocksund samt i Göteborg och Stockholm. Den hade premiär i Göteborg den 8 september 1958 och i Stockholm den 6 oktober samma år. Den är tillåten från 15 år.

## Rollista (urval)
- Margit Carlqvist
- Åke Grönberg
- Inger Juel
- Bengt Brunskog
- Sten Gester
- Carin Lundquist
- Jessie Flaws
- Sven-Olof Bern
- Gösta Prüzelius
- Ludde Juberg
- Evert Granholm
- Bengt Blomgren
- Bibi Carlo
- Lasse Kühler
- Joakim Bonnier

### Filmmusik i urval
- Kärleksvisa, kompositör Bengt-Arne Wallin, text Carl Gyllenberg
- Stay with Me, kompositör och text Gunnar Bergström